# Hermonassa sinuata
Hermonassa sinuata är en fjärilsart som beskrevs av Moore 1881. Hermonassa sinuata ingår i släktet Hermonassa och familjen nattflyn. Inga underarter finns listade i Catalogue of Life.